# Chris Hamilton (Fußballspieler)
Christopher „Chris“ Hamilton (* 13. Juli 2001 in Kelty) ist ein schottischer Fußballspieler, der bei Dunfermline Athletic unter Vertrag steht.

## Karriere

### Verein
Chris Hamilton kam als Achtjähriger zu Heart of Midlothian. Nach seiner Ankunft 2009 verblieb er die folgenden Jahre in den Juniorenmannschaften der „Hearts“. Er war für einige Zeit Mannschaftskapitän der U-20-Mannschaft.
Am letzten Spieltag der Saison 2017/18 in der Scottish Premiership gab er für die „Hearts“ sein Debüt in der Profimannschaft  gegen den FC Kilmarnock im Rugby Park. Bei der 0:1-Auswärtsniederlage wurde der 16-Jährige Hamilton von Trainer Craig Levein in die Startelf berufen. Er war neben Cammy Logan, Leeroy Makovora und Connor Smith einer von vier Debütanten.
Von September 2018 bis Januar 2019 wurde der junge Innenverteidiger an die Berwick Rangers in die vierte schottische Liga verliehen. Darauf folgte eine Leihe von August 2019 bis Juli 2020 an den FC Cowdenbeath der ebenfalls in der vierten Liga antrat. Nach 20 Einsätzen in der League Two genannten Liga, kam er zurück nach Edinburgh.

### Nationalmannschaft
Chris Hamilton war Teil der schottischen U16-Mannschaft die 2017 am Victory Shield teilnahm, zu denen auch seine Teamkollegen von den „Hearts“ Harry Cochrane, Anthony McDonald und Euan Henderson gehörten. Zwischen 2016 und 2018 spielte er zehnmal für die Schottische U-17-Nationalmannschaft. Im Jahr 2018 absolvierte er zwei Spiele in der U18, bevor er im selben Jahr auch zu seinem Debüt in der U19 und U21 kam. Mit der U21-Auswahl nahm er 2018 am Turnier von Toulon teil.